# Hugo Leonardo Silva Serejo
Hugo Leonardo Silva Serejo, noto semplicemente come Léo Silva (São Luís, 24 dicembre 1985), è un calciatore brasiliano, centrocampista svincolato.

## Palmarès

### Club

#### Competizioni statali
- Campionato Mineiro: 2

Ipatinga: 2005
Cruzeiro: 2008
- Taça Guanabara: 1

Botafogo: 2009

#### Competizioni nazionali
- Coppa dell'Imperatore: 1

Kashima Antlers: 2016
- Supercoppa del Giappone: 1

Kashima Antlers: 2017

#### Competizioni internazionali
- AFC Champions League: 1

Kashima Antlers: 2018

### Individuale
- Squadra del campionato giapponese: 1

2014